# Sheilah L. Martin
 (décembre 2020).
Le contenu est difficilement compréhensible vu les erreurs de traduction, qui sont peut-être dues à l'utilisation d'un logiciel de traduction automatique.
Sheilah L. Martin (née le 21 mai 1956)  est un juge puîné de la Cour suprême du Canada qui occupe cette position depuis le 18 décembre 2017. Elle a été nommée à la Cour par le premier ministre Justin Trudeau le 29 novembre 2017. Avant sa nomination à la Cour suprême, Martin avait siégé à la Cour d'appel de l'Alberta, à la Cour d'appel des Territoires du Nord-Ouest et à la Cour d'appel du Nunavut depuis 2016, et à la Cour du Banc de la Reine de l'Alberta de 2005 à 2016. Martin est considérée comme une experte en éthique judiciaire.

## Carrière
Martin est née et a grandi à Montréal . Elle a obtenu un baccalauréat en droit civil et un baccalauréat en common law de l'Université McGill en 1981. Elle a ensuite déménagé en Alberta pour poursuivre sa carrière. Martin a été admise au Barreau de l'Alberta en 1989 et a principalement exercé dans cette province depuis.
Martin a obtenu une maîtrise en droit de l' Université de l'Alberta en 1983. Entre 1982 et 1986, elle a travaillé comme chercheuse et professeure de droit à l'Université de Calgary. Martin a obtenu son doctorat en sciences juridiques de l'Université de Toronto en 1991. Elle était ensuite doyenne par intérim puis doyenne permanente de la Faculté de droit de l'Université de Calgary de 1991 à 1996.
Martin a pratiqué le droit corporatif, commercial, pénal et constitutionnel de 1996 jusqu'à ce qu'elle quitte Code Hunter LLP après sa nomination comme juge en 2005,,,. Elle a également travaillé bénévolement pour le Fonds d'action et d'éducation juridique pour les femmes (le « FAEJ») et l'Association du centres d'agression sexuelle d'Alberta dans des affaires qui ont atteint la Cour suprême. Martin a également travaillé sur la Convention de règlement relative aux pensionnats indiens et sur l'équipe qui a obtenu une indemnisation dans le cas de condamnation injustifiée de David Milgaard.
Martin a reçu de nombreux prix, dont le certificat de mérite du Barreau de l'Alberta et le prix pour l'avancement des femmes du YWCA.

## Carrière judiciaire
En 2005, Martin a été nommée juge à la Cour du Banc de la Reine de l'Alberta à Calgary . Depuis 2009, elle était également juge suppléante à la Cour suprême du Yukon. En tant que juge de première instance, elle a été l'une des premières juges au Canada à autoriser les journalistes judiciaires à utiliser la messagerie instantanée dans la salle d'audience pendant les procédures.
En mars 2016, Martin a émis la première approbation judiciaire au Canada pour une personne demandant l'aide à mourir après la décision de la Cour suprême dans Carter c Canada (AG). Elle a autorisé l'aide à mourir pour une femme diagnostiquée avec une sclérose latérale amyotrophique et a tenu l'audience fermée au public et aux médias pour respecter sa vie privée. Martin a décidé que les déclarations à l'appui de la demande de deux médecins étaient suffisantes, une décision qui rejetait les directives de la Cour suprême de la Colombie-Britannique et de la Cour supérieure de justice de l' Ontario selon lesquelles davantage de déclarations étaient nécessaires. Martin estima également qu'aucune évaluation psychiatrique le jour du décès n'était nécessaire et que la demande du requérant ne devait pas échouer pour des raisons techniques ou juridiques. Martin a également déclaré que la décision s'appliquerait partout au Canada, ce qui permettait à la demanderesse de voyager hors de la province afin de réaliser son souhait de l'aide à mourir.
En juin 2016, Martin a été nommée par le premier ministre Trudeau à la Cour d'appel de l'Alberta, à la Cour d'appel des Territoires du Nord-Ouest et à la Cour d'appel du Nunavut.

## Vie privée
Martin était mariée à Hersh Wolch, un avocat de la défense qu'elle a rencontré lors d'une conférence juridique, de 2000 jusqu'à sa mort en 2017.